# Alcaloïde tropanique
Les alcaloïdes tropaniques (AT) sont une classe d'alcaloïdes et de métabolites secondaires caractérisée par un cycle de tropane. Ils sont présents dans de nombreuses Solanacées et  érythroxylacées.  Les AT, qui sont caractérisés par leur système cyclique tropane bicyclique unique, peuvent être divisés en trois groupes principaux: hyoscyamine et scopolamine, cocaïne et calystégines. Bien que tous les AT aient la même structure de base, ils diffèrent énormément dans leurs propriétés biologiques, chimiques et pharmacologiques. La scopolamine, également connue sous le nom d'hyoscine, est très commercialisée en tant qu'agent pharmacologique en raison de son traitement des nausées, des vomissements, du mal des transports, ainsi que des spasmes musculaires lisses, tandis que la cocaïne est la deuxième drogue illicite la plus consommée dans le monde. Les AT représentent une forte diversité structurelle au sein des Planta. Ils font l'objet de recherches et de productions émergentes utilisant la culture tissulaire et la biosynthèse microbienne de ces composés.

## Généralités
Les alcaloïdes tropaniques sont soit des esters de 3α-tropanole (tropine) ou, dans une moindre mesure, de 3β-tropanole (pseudotropine) et peuvent être distingués en trois groupes: les AT de plantes Solanaceae comme l'hyoscyamine et la scopolamine, les alcaloïdes de coca comme la cocaïne de l' Erythoxylum coca et le groupe des calystégines récemment découvert, qui sont des alcaloïdes de nortropane polyhydroxylés (NTA) présents principalement dans les Convolvulaceae, les Solanaceae, les Moraceae, les Erythrocylaceae et les Brassicaceae. Au total, environ 200 TA différents ont été décrits.
La biosynthèse du système cyclique tropane est homologue dans les organismes qui produisent ces trois classes d'AT. La biosynthèse de l'AT commence avec les acides aminés ornithine ou arginine et leur putrescine intermédiaire, se poursuivant vers le précurseur commun du cation N -méthyl-A 1 -pyrrolinium à tous les AT. C'est le point de ramification de la cocaïne, de l'hyoscyamine / scopolamine et de la calystégine ainsi que de la biosynthèse de la nicotine.
Bien que tous les AT présentent un degré élevé de similitude structurelle en raison de leur cycle tropane, les effets pharmacologiques de ces composés diffèrent considérablement. La cocaïne et l'hyoscyamine / scopolamine peuvent franchir la barrière hémato-encéphalique et provoquer des hallucinations et des effets psychoactifs dose-dépendants. Les calystégines ne provoquent pas ces effets en raison de leur polarité ainsi que de leur hydrophilie et de leur incapacité conséquente à franchir cette barrière.
La culture des plants de coca, l'extraction de cocaïne et la production d'autres drogues contenant de la cocaïne ainsi que leur commerce, à quelques exceptions près, sont illégaux et la cocaïne est la deuxième drogue illicite la plus consommée dans le monde. En raison de ce statut, la recherche n'a été menée que sur l'élucidation des voies afin de comprendre la biosynthèse de la cocaïne ;  par conséquent, il n'y a pas eu de recherches légales sur une production commerciale à grande échelle.  Comme les calystégines sont un groupe nouvellement découvert d'AT sans aucun intérêt pharmaceutique, médical ou économique connu, peu de recherches ont jusqu'à présent été effectuées sur ce groupe d'AT. En revanche, la culture et la production de scopolamine présente un intérêt économique majeur en raison de ses diverses applications pharmaceutiques. En effet, la demande mondiale pour ce composé augmente. De plus, la scopolamine (hyoscine) est l'un des médicaments essentiels de l'Organisation mondiale de la santé (OMS). L'hyoscyamine et la scopolamine sont extraites de l'espèce Duboisia cultivée sous une forme transgénique dans de grandes plantations du Queensland, en Australie, mais aussi au Brésil, en Inde et en Arabie saoudite. Le changement climatique et les nouveaux facteurs biotiques et abiotiques qui en résultent mettent au défi l'industrie pharmaceutique de produire des volumes constamment élevés de scopolamine. Pour surmonter ce problème, des méthodes de production alternatives ont également été testées,.

## Histoire et détermination des propriétés chimiques
Les alcaloides tropaniques que sont la cocaïne, la scopolamine et les calystégines partagent une fraction tropane commune. Néanmoins, ces composés provoquent des effets physiologiques très différents chez l'homme. La cocaïne manifeste ses effets dans la fente synaptique en inhibant la recapture de la dopamine, de la noradrénaline et de la sérotonine tandis que la scopolamine agit comme un antagoniste compétitif des récepteurs muscariniques. L'ingestion des deux substances peut entraîner des hallucinations et des effets psychoactifs ou la mort,. Les calystégines, en revanche, ne sont pas absorbées par le système nerveux central (SNC) en raison de leur hydrophilie et par conséquent, ne présentent aucun effet psychoactif chez l'homme. 

### Hyoscyamine et scopolamine
Les solanacées productrices d'AT sont présentes un peu partout dans le monde. Les plantes du genre Duboisia se trouvent en Australie et en Nouvelle-Calédonie, tandis que les Datura, originaires d'Asie et d'Amérique, poussent dans le monde entier sauf dans les zones climatiques polaires et subpolaires. Les espèces des genres Atropa et Hyoscyamus sont originaires d'Europe, d'Asie et d'Afrique du Nord et ont été introduits aux États-Unis, au Canada et en Australie. 
Toutes ces plantes sont simples à cultiver, aisément trouvables  dans la nature, et ont de puissants effets. Par conséquent, elles ont une longue histoire dans les médecines traditionnelles de différentes cultures. Jusqu'à ce que des composés uniques soient isolés, des plantes entières ou des préparations à base de ces plantes, y compris des extraits, des pommades ou des infusions, étaient utilisées à des fins médicinales. Les premiers écrits mentionnant un état de perception moifié induit par l'hyoscyamine ou la scopolamine remontent à l'Antiquité. Il y a plus de 3000 ans, des extraits de mandragore étaient ajoutés à la bière en Égypte pour réduire les quantités d'alcool dans ces boissons. En Russie et en Chine, des extraits de Datura et en Europe Hyoscyamus a été ajouté pour renforcer l'effet excitant de la bière. Un médecin de Babylone a documenté la propriété analgésique des morelles pour réduire les maux de dents. Outre les effets hallucinogènes et analgésiques, les morelles ont des antécédents d'utilisation comme poisons ; ainsi une vague de mortalité inexplicable dans la haute société française a été attribuée à la belladone. En Australie, les peuples autochtones ont exploité les plantes Duboisia contenant de l'AT pendant des siècles pour leur activité cholinergique. Hopwoodii, également appelé pituri, produit l'alcaloïde nicotine, qui est sans doute plus largement utilisé que les plantes Duboisia leichhardtii et myoporoides. Les plantes de solanacées ont reçu plusieurs noms en raison de leur utilisation historique et répandue. Ces noms reflètent souvent le type d'application et l'action pharmacologique respective. Datura stramonium, qui a été introduite dans la médecine européenne par les immigrants roms, est appelé herbe pour l'asthme en raison de son application pour atténuer les symptômes de l'asthme. Un effet de bronchorelaxation a été documenté en fumant de l'herbe de Datura. De nombreux noms vernaculaires résultent de leur forme ou de leurs propriétés.  Atropa porte le nom de la déesse grecque du destin et de la déesse du royaume des morts, Atropos. Le nom d'espèce belladone est dérivé de son effet pharmacologique, la mydriase. L'application de l'extrait dans l'œil donne une regard brillant et profond- à l'inconvénient près que l'œil est incapable de s'adapter et ne voit plus correctement. Les plantes Mandragora et Hyoscyamus ont historiquement joué des rôles essentiels en tant que substances actives majeures dans les onguents des « sorcières ». Comme les AT peuvent facilement être absorbés par la peau, la légende a couru que les sorcières en oignaient leur balai, de façon à l'absorber par la peau lorsqu'elles le chevauchaient. Les effets intoxicants de ces pommades ont été rapportés comme une sensation de légèreté, suivie d'un délire et d'hallucinations forts et vifs. Ces effets étaient si prononcés que de nombreux utilisateurs pensaient voler et l'habileté à voler a été associée à la sorcellerie. L'alcaloïde tropanique issu des solanacées a également été utilisé pour fabriquer des philtres d'amour, en exploitant ses qualités aphrodisiaques. 
La première découverte de la structure des AT issues des Solanaceae a été celle de l'atropine. En 1832, cet alcaloïde a été isolé par le pharmacien allemand H. F. G. Mein, mais il n'a pas publié ses résultats. Un an plus tard, P. L. Geiger et O. Hesse (1833) ont indiqué avoir isolé l'atropine, une substance alcaline contenant de l'azote, provenant d'Atropa belladonna et de la jusquiaume noire (Hyoscyamus niger). Ils ont décrit les premières recherches concernant l'usage médicinal, les différentes méthodes d'isolement et ses propriétés chimiques. L'isomérie entre l'atropine et l'hyoscyamine a été découverte par K. Kraut et W. Lossen près de cinquante ans plus tard ,. Ils ont pu mettre en évidence le mécanisme de réaction de l'hydrolyse alcaline de l'hyoscyamine et ont déterminé que les produits de clivage des deux, l'hyoscyamine et l'atropine, étaient l'acide tropique et la tropine. Ils en ont conclu que l'atropine était un racémate de l'hyoscyamine. A. Ladenburg (1879) a découvert que la réaction inverse de l'hydrolyse est possible en faisant bouillir les éduits dans de l'acide chlorhydrique et il a établi une méthode fréquemment utilisée pour estérifier la tropine avec de nombreux acides organiques.  

### Cocaïne
Les premiers témoignages de consommation de cocaïne remontent à 3000 AP en Equateur. On suppose que la culture et la mastication des feuilles de coca sont originaires du versant oriental des Andes équatoriennes ou péruviennes par les peuples incas. Les membres de la tribu mâchaient traditionnellement les feuilles de la plante de coca avec de la chaux pour libérer les alcaloïdes, à la fois à des fins spirituelles telles que les cérémonies d'enterrement ou pour donner force et énergie et aussi pour tolérer l'air raréfié à haute altitude. On croyait que la plante de coca et son effet revigorant étaient un don mystérieux des dieux. Avant l'entrée des soldats espagnols en Amérique du Sud, la mastication des feuilles de coca était réservée aux seuls chefs tribaux. Après la conquête espagnole de l'Amérique du Sud, son utilisation s'est répandue sur tout le continent et n'était plus socialement limitée. La cocaïne a été isolée pour la première fois en 1855 par F. Gaedecke. Il a publié ses résultats dans la revue Archiv der Pharmacie et a appelé la substance, isolée des feuilles de coca, Erythroxyline. Le travail sur la cocaïne était prometteur mais en raison de l'accès limité aux échantillons de plantes disponibles en Europe, peu de recherches ont pu être menées. Albert Niemann, qui avait reçu suffisamment de feuilles de coca pour la recherche, a pu poursuivre son étude et améliorer le processus d'isolement ainsi que les connaissances générales sur la cocaïne et son mode d'action. La formule chimique de la cocaïne a été déterminée en 1862 par W. Lossen, qui s'occupait également de l'analyse de l'atropine. Par la suite, la première synthèse chimique et l'élucidation de sa structure chimique ont été réalisées par R. Willstätter en 1898. Environ cinquante ans plus tard, la stéréochimie a été mise en évidence par les chimistes suisses E. Hardegger et H. Ott.

### Calystégines
Les  polyhydroxylés d'ATN (nortoprane) comme la calystégine ne présentent aucun effet psychoactif en raison de leur incapacité à franchir la barrière hémato-encéphalique du fait de leur hydrophilie. De plus, ils présentent une activité pharmacologique minime. Cette classe d'AT n'a donc pas été utilisée ans la pharmacopée ancienne. Récemment, des chercheurs ont suggéré que ces composés inhibent les glucosidases des mammifères et des plantes, même si jusqu'à présent ils n'ont aucune application pharmacologique et ont reçu peu d'attention de la recherche. Les premières structures d'ATN polyhydroxylés ont été publiées en 1990.

## Pharmacologie des AT et rôle en tant que substances médicamenteuses

### Scopolamine, hyoscyamine et anisodamine et dérivés
L'hyoscyamine et la scopolamine sont largement utilisées comme médicaments anticholinergiques. Ils affectent le système nerveux central et périphérique en tant qu'antagonistes compétitifs et non sélectifs des récepteurs de l'acétylcholine muscarinique (mAChR), qui empêchent la liaison du neurotransmetteur physiologique acétylcholine. Chez l'homme, deux types de récepteurs de l'acétylcholine sont connus: les récepteurs muscariniques et nicotiniques, qui portent le nom de leurs agonistes, la muscarine et la nicotine. La muscarine est un poison du champignon Amanita muscaria et agit sur le mAChR des synapses comme l'acétylcholine, à la différence près que l'acétylcholinestérase ne la métabolise pas.
Les mAChR sont une sous-classe de la famille des récepteurs couplés aux protéines G (GPCR), contenant cinq sous-types (M1-M5). M1, M3 et M5 qui sont couplés aux récepteurs stimulants Gq et génèrent des transitoires calciques cytosoliques via la voie de signalisation de la phospholipase C. M2 et M4, d'autre part, se couplent avec la protéine Gi et inhibent l'adénylyl cyclase. En particulier, les récepteurs M1 sont présents dans le système nerveux central et les ganglions où ils sont impliqués dans les processus de mémoire et d'apprentissage. Les récepteurs M2 se trouvent dans le cœur et sont moins abondants que les récepteurs M1. Les récepteurs M3 sont impliqués dans la contraction des muscles lisses. Des récepteurs M4 ont été détectés dans le cerveau antérieur, l'hippocampe et le striatum, ils sont probablement impliqués dans les processus de douleur. L'action physiologique des récepteurs M5 n'est pas encore élucidée, cependant, on suppose que ces récepteurs sont impliqués dans la microcirculation cérébrale et médient la vasoconstriction, la vasodilatation et l'activation de l'oxyde nitrique synthase.
Les AT sont absorbés par le tractus gastro-intestinal, rapidement distribués dans les tissus et excrétés principalement par le système rénal. La courte demi-vie plasmatique et les effets indésirables dose-dépendants limitent l’administration de scopolamine à l’application transdermique. Après absorption, la scopolamine subit un effet de premier passage significatif, car seule une petite quantité (2,6%) est excrétée dans l'urine sous sa forme pharmacologiquement active. Les enzymes du cytochrome P450 semblent être particulièrement impliquées dans le métabolisme de la scopolamine par déméthylation oxydative. L'inhibition du CYP3A par l'ingestion de jus de pamplemousse prolonge le tmax et augmente la valeur de l'AUC0–24h de la métabolisation de la scopolamine. De plus, il a été observé que la scopolamine et ses métabolites apo- et nor sont conjugués au glucuronide (glucuronidation) ou au sulfate au cours du métabolisme de phase II pour l'excrétion dans l'urine. La scopolamine et l'hyoscyamine ne s'accumulent pas dans le corps humain et ne présentent pas de toxicité génotoxique ou chronique, aucun effet indésirable dû à une exposition à long terme n'a été rapporté.
Les effets secondaires des substances médicamenteuses anticholinergiques se produisent en raison de l'inhibition du système nerveux parasympathique. Les symptômes comprennent une fréquence cardiaque ralentie, une bouche sèche et une transpiration réduite. À des doses orales thérapeutiques plus élevées, une augmentation de la fréquence cardiaque, une inhibition de l'activité sécrétoire des voies respiratoires ainsi qu'une bronchodilatation et une mydriase ont été observées. La transpiration est également inhibée, ce qui s'accompagne d'une augmentation conséquente de la température corporelle.
Un dysfonctionnement du système cholinergique muscarinique a été mis en évidence dans diverses maladies telles que la dépression, l’épilepsie, les maladies de Parkinson et d’Alzheimer. Par conséquent, les antagonistes du système muscarinique tels que les AT restent d'un grand intérêt en tant que substances médicamenteuses potentielles du SNC. Outre les propriétés décrites ci-dessus, l'hyoscyamine sert d'antidote contre des toxines telles que les organothiophosphates, par exemple le pesticide parathion (E605). Les dérivés organiques du phosphore sont utilisés comme insecticides et comme gaz neurotoxiques dans les armes militaires. L'antidote contre les intoxications à la scopolamine et à l'hyoscyamine est la physostigmine, un alcaloïde pyrolo-indole. La physostigmine est naturellement présente dans la fève de Calabar (Physostigma venenosum) et agit comme médicament parasympathomimétique par inhibition réversible de la cholinestérase.

## Les anticholinergiques
Les anticholinergiques sont des composés servant à réduire les effets neurologiques où l'acétylcholine tient le rôle de médiateur.
- L'atropine, (mélange racémique) présente par exemple dans la belladone.
- L'hyoscyamine, l'isomère levo de l'atropine, présente dans la jusquiame noire (Hyoscamus niger) et dans la mandragore (Mandragora officinalis).
- La scopolamine, présente dans la  jusquiame et dans les Datura.

## Les stimulants
Stimulants et alcaloïdes proches de la cocaïne :
- La cocaïne, de la coca (Erythroxylum coca) ;
- L'ecgonine, un précurseur et métabolite de la cocaïne ;
- La benzoylecgonine, un métabolite de la cocaïne ;
- L'hydroxytropacocaïne, présent dans la coca ;
- Le cinnamate de méthylecgonine, présent dans la coca.

## Autres
- Les catuabines (A,B,C,D), présentes dans la catuaba (Erythroxylum vacciniifolium).

## Tropanes synthétiques
Il existe des équivalents synthétiques aux alcaloïdes tropaniques, les phényltropanes.
Ils ne sont, par définition, pas considérés comme des alcaloïdes.[réf. nécessaire]